# Vicente Manuel Cociña
Vicente Manuel Cocina Vizoso, nacido en Cillero (Vivero) el 13 de febrero de 1818 y fallecido en Córdoba el 29 de abril de 1854, fue un político y periodista gallego.

## Trayectoria
Realizó sus primeros estudios en el Colegio de la Natividad de Viveiro y después Derecho y Filosofía en la Universidad de Santiago de Compostela. En 1842 fue elegido presidente de la Academia Literaria de Santiago. En 1850 fue diputado por Vivero. Fundó, junto con Tiburcio Faraldo, el periódico El Centinela de Galicia (1843). Años más tarde dirigió El Oriente, de Madrid (1853), órgano del nuevo partido Unión Liberal, donde tenía como compañeros de redacción a Tiburcio Faraldo y Luis Trelles. La inserción de determinados artículos considerados demasiado combativos en este periódico motivó su persecución y la de los periodistas que trabajaban en él. Como consecuencia huyó a Córdoba, donde falleció. Se le atribuye la autoría de la Reseña histórica de los últimos acontecimientos de Galicia (1846).

## Obras
- Un sueño en Estambul en el año 1550, 1840.
- Lecciones críticas de la historia del derecho romano y español, 1841.
- Discurso pronunciado por el presidente de la Academia Literaria en la sesión general de la reposición de cargos del año 1842, 1842.

### Otros artículos
- Provincialismo gallego